# The Living Years
The Living Years ist ein Lied von Mike & the Mechanics aus dem Jahr 1988, das von Mike Rutherford und B. A. Robertson geschrieben sowie von Paul Carrack gesungen wurde. Es erschien auf dem Album Living Years.

## Geschichte
Im Song geht es um ungelöste Konflikte eines Sohnes, die er mit seinem Vater (zu dessen Lebzeiten) hatte. In einem Interview äußerte sich Komponist Mike Rutherford:

„Der Text wurde von B. A. Robertson geschrieben und handelt von einem Geschehnis, das er durchgemacht hat. Er hat seinen Vater verloren und es geht auch um die fehlende Kommunikation beider, ehe sein Vater starb. Auch die Ironie um seine angehende Vaterschaft nach dem Tod seines Vaters spielt eine Rolle.“

Auch Carrack hatte im Alter von elf Jahren seinen Vater verloren.
Die Veröffentlichung der Single war am 27. Dezember 1988. In den Vereinigten Staaten, Kanada, Irland, Australien und Japan wurde der Softrock-Song ein Nummer-eins-Hit. Bei den Ivor Novello Award 1989 gewann der Song in der Kategorie Best Song Musically and Lyrically. Für die Grammy Awards 1990 wurde das Lied in drei Kategorien nominiert: Single des Jahres, Beste männliche Gesangsdarbietung – Pop und Bestes Musikvideo. Im Jahr 1996 sagte Burt Bacharach in einem Interview zum Song: „The Living Years' is one of the finest lyrics of the last 10 years.“ (deutsch: The Living Years ist einer der Songs mit dem besten Text der letzten 10 Jahre). Die Broadcast Music Incorporated zeichnete das Lied für das Erreichen von über 4 Millionen Air Plays aus.

## Musikvideo
Das Musikvideo entstand unter der Regie von Tim Broad und erschien im Januar 1989. Es wurde im Sommer 1988 in West Somerset, nahe Porlock Weir und bei dem Weiler Culbone, gedreht. Im Video sind Mike Rutherford und sein damals achtjähriger Sohn Tom zu sehen, ebenso auch die Schauspielerin Maggie Jones, bekannt als Blanche Hunt aus der Seifenoper Coronation Street. Auch die übrigen Bandmitglieder sind zu sehen, die zusammen mit einem Chor das Lied singen.

## Kommerzieller Erfolg

### Chartplatzierungen
| ChartsChartplatzierungen       | Höchstplatzierung | Wochen |
| ------------------------------ | ----------------- | ------ |
| Deutschland (GfK)              | 13 (10 Wo.)       | 10     |
| Österreich (Ö3)                | 18 (6 Wo.)        | 6      |
| Vereinigte Staaten (Billboard) | 1 (20 Wo.)        | 20     |
| Vereinigtes Königreich (OCC)   | 2 (11 Wo.)        | 11     |

| ChartsJahrescharts (1989)      | Platzierung |
| ------------------------------ | ----------- |
| Vereinigte Staaten (Billboard) | 31          |
| Vereinigtes Königreich (OCC)   | 18          |

### Auszeichnungen für Musikverkäufe
| Land/Region                  | Auszeichnungen für Musikverkäufe (Land/Region, Auszeichnung, Verkäufe) | Verkäufe |
| ---------------------------- | ---------------------------------------------------------------------- | -------- |
| Vereinigtes Königreich (BPI) | Gold                                                                   | 400.000  |
| Insgesamt                    | 1× Gold ·                                                              | 400.000  |

## Coverversionen
- 1989: London Symphony Orchestra
- 1989: V.S.O.P.
- 1994: James Last
- 2002: Russell Watson
- 2003: Alabama
- 2004: Paul Carrack feat. Ringo Starr
- 2006: Michael Ball
- 2007: Declan Galbraith
- 2007: Engelbert
- 2009: Rhydian Roberts
- 2010: Straight No Chaser
- 2011: Chris de Burgh